# Lon Chaney Jr.
Lon Chaney Jr., pseudonimo di Creighton Tull Chaney (Oklahoma City, 10 febbraio 1906 – San Clemente, 12 luglio 1973), è stato un attore statunitense.
Figlio dell'attore Lon Chaney Sr., interprete dell'epoca del muto, è principalmente noto per le sue interpretazioni di esseri mostruosi in numerose pellicole horror. È l'unico attore al mondo ad aver interpretato sul grande schermo tutti e quattro i seguenti personaggi: il mostro di Frankenstein, Dracula, la mummia Kharis e l'uomo lupo.

## Biografia
Figlio degli attori Lon Chaney e Frances Cleveland Creighton, i suoi genitori divorziarono quando aveva 7 anni. Lon Chaney Jr. lavorò duramente per rendersi degno della fama acquisita dal padre e della sua abilità di interprete. Iniziò a farsi strada prima svolgendo lavori umili, mentre studiava le tecniche di trucco e di trasformismo perfezionate dal padre.
Solo dopo la morte di Chaney Sr. (avvenuta nel 1930), il giovane attore ebbe il suo primo ruolo in Girl Crazy (1932), anche se il suo nome non comparve nei titoli di coda. La sua prima interpretazione con il nome di "Lon Chaney Jr." risale al 1935 in una produzione a basso budget, in cui il suo nome venne utilizzato per tentare di attirare il maggior numero di spettatori. Raggiunse poi la celebrità nel 1939, quando interpretò Lennie Small in Uomini e topi.
Nel 1941 Chaney interpretò il ruolo del licantropo nel film L'Uomo Lupo, prodotto dalla Universal, casa produttrice per la quale continuò a lavorare in altri film horror. Interpretò nuovamente l'uomo lupo in Frankenstein contro l'uomo lupo (1943), Al di là del mistero (1944), La casa degli orrori (1945) e Il cervello di Frankenstein (1948); ebbe il ruolo del mostro di Frankenstein in Il terrore di Frankenstein (1942); della mummia Kharis in The Mummy's Tomb (1942), The Mummy's Ghost (1944) e The Mummy's Curse (1944); di Dracula in Il figlio di Dracula (1943).
Provò a recitare anche nel genere western, ma il suo fisico massiccio e i suoi lineamenti marcati gli impedirono di interpretare ruoli da protagonista e da eroe. Terminato il contratto con la Universal, lavorò di rado, in parte perché afflitto da problemi di alcolismo, in parte per il suo difficile carattere e, più tardi, per un cancro alla gola, la stessa malattia che aveva ucciso suo padre. Fu proprio a causa dei problemi alla voce causatigli dal cancro, che nel suo ultimo film Dracula vs. Frankenstein (1971), egli interpretò Groton, uno zombie muto assistente del dott. Frankenstein.
La sua popolarità, comunque, crebbe anche dopo che ebbe lasciato la Universal poiché i suoi film horror cominciarono ad essere trasmessi sul piccolo schermo nel 1956 e le riviste specializzate sui film di mostri dedicarono molta attenzione ai ruoli che aveva interpretato. Come uomo lupo, ebbe anche il privilegio di apparire su una serie di francobolli rappresentanti i mostri della Universal, insieme con Boris Karloff (Frankenstein e la mummia), Bela Lugosi (Dracula) e Lon Chaney Sr. (il fantasma dell'opera).
Si sposò due volte: prima dal 1926 al 1937 con Dorothy Marie Hinckley, da cui ebbe due figli: Lon Ralph (1928) e Ronald (1930-1987); dal 1937 (2 mesi dopo il divorzio dalla prima moglie) fino alla morte fu sposato con Patsy Beck.

## Filmografia parziale

### Cinema

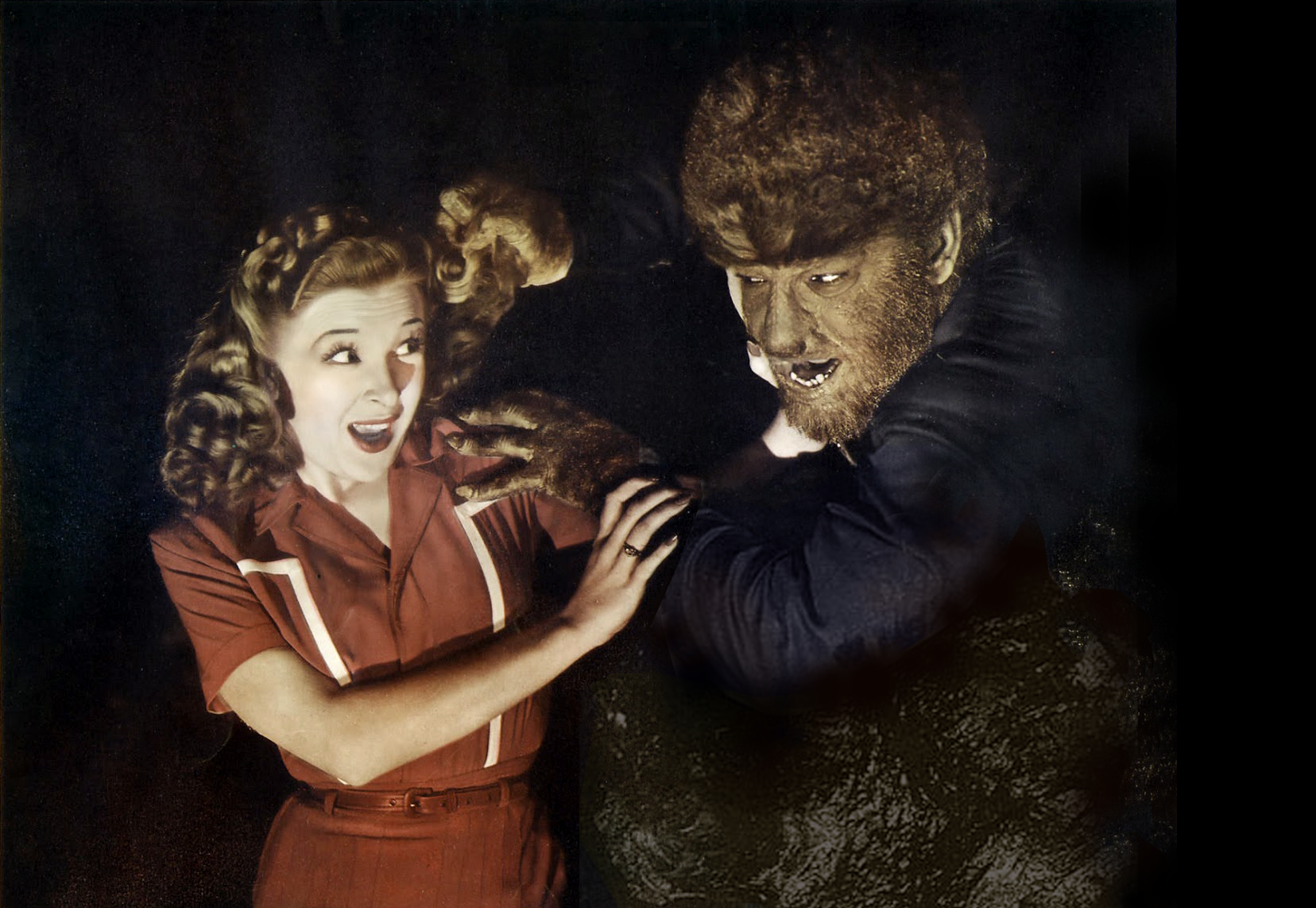
L'Uomo Lupo, 1941.

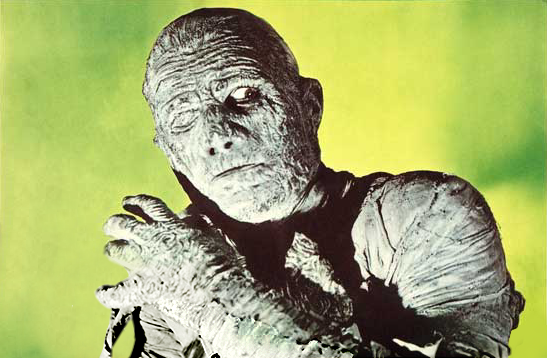
The Mummy's Ghost, 1944

- Eroi senza patria (The Three Musketeers), regia di Colbert Clark e Armand Schaefer (1933)
- La donna nell'ombra (The Life of Vergie Winters), regia di Alfred Santell (1934)
- A Scream in the Night, regia di Fred C. Newmeyer (1935)
- Wild and Woolly, regia di Alfred L. Werker (1937)
- Una ragazza allarmante (Love and Hisses), regia di Sidney Lanfield  (1937)
- Mr. Moto's Gamble, regia di James Tinling (1938)
- Sally, Irene and Mary, regia di William A. Seiter (1938)
- La grande strada bianca (Alexander's Ragtime Band), regia di Henry King (1938)
- Jess il bandito (Jesse James), regia di Henry King (1939)
- La via dei giganti (Union Pacific), regia di Cecil B. DeMille (1939)
- Charlie Chan e la città al buio (Charlie Chan in City in Darkness), regia di Herbert I. Leeds (1939)
- Uomini e topi (Of Mice and Men), regia di Lewis Milestone (1939)
- Gli indomabili (Frontier Marshal), regia di Allan Dwan (1939)
- Sul sentiero dei mostri (One Million B.C.), regia di Hal Roach (1940)
- Giubbe rosse (North West Mounted Police), regia di Cecil B. DeMille (1940)
- L'uomo elettrico (Man Made Monster), regia di George Waggner (1941)
- L'Uomo Lupo (The Wolf Man), regia di George Waggner (1941)
- Il terrore di Frankenstein (The Ghost of Frankenstein), regia di Erle C. Kenton (1942)
- The Mummy's Tomb, regia di Harold Young (1942)
- Frankenstein contro l'uomo lupo (Frankenstein Meets the Wolf Man), regia di Roy William Neill (1943)
- Il figlio di Dracula (Son of Dracula), regia di Robert Siodmak (1943)
- Calling Dr. Death, regia di Reginald Le Borg (1943)
- Weird Woman, regia di Reginald Le Borg (1944)
- The Mummy's Ghost, regia di Reginald Le Borg (1944)
- Dead Man's Eyes, regia di Reginald Le Borg (1944)
- Al di là del mistero (House of Frankenstein), regia di Erle C. Kenton (1944)
- The Mummy's Curse, regia di Leslie Goodwins (1944)
- Gianni e Pinotto fra le educande (Here Come the Co-eds), regia di Jean Yarbrough (1945)
- The Frozen Ghost, regia di Harold Young (1945)
- Strange Confession, regia di John Hoffman (1945)
- La casa degli orrori (House of Dracula), regia di Erle C. Kenton (1945)
- Pillow of Death, regia di Wallace Fox (1945)
- La mia brunetta preferita (My Favorite Brunette), regia di Elliott Nugent (1947)
- Il solitario del Texas (Albuquerque), regia di Ray Enright (1948)
- Il cervello di Frankenstein (Abbott and Costello Meet Frankenstein), regia di Charles Barton (1948)
- Capitan Cina (Captain China), regia di Lewis R. Foster (1950)
- Tutto per tutto (Inside Straight), regia di Gerald Mayer (1951)
- L'avamposto degli uomini perduti (Only the Valiant), regia di Gordon Douglas (1951)
- Il cane della sposa (Behave Yourself!), regia di George Beck (1951)
- La jena del Missouri (The Bushwhakers), regia di Rod Amateau (1951)
- Bride of the Gorilla, regia di Curt Siodmak (1951)
- Jeff lo sceicco ribelle (Flame of Araby), regia di Charles Lamont (1951)
- Eroi di mille leggende (Thief of Damascus), regia di Will Jason (1952)
- Mezzogiorno di fuoco (High Noon), regia di Fred Zinnemann (1952)
- La maschera di fango (Springfield Rifle), regia di André De Toth (1952)
- Lo sparviero di Fort Niagara (Battles of Chief Pontiac), regia di Felix E. Feist (1952)
- Il mistero del castello nero (The Black Castle), regia di Nathan Juran (1952)
- I pirati dei sette mari (Raiders of the Seven Seas), regia di Sidney Salkow (1953)
- Un leone per la strada (A Lion Is in the Streets), regia di Raoul Walsh (1953)
- Il tesoro del Rio delle Amazzoni (Jivaro), regia di Edward Ludwig (1954)
- Lo sceriffo senza pistola (The Boy from Oklahoma), regia di Michael Curtiz (1954)
- La grande notte di Casanova (Casanova's Big Night), regia di Norman Z. McLeod (1954)
- Il cavaliere implacabile (Passion), regia di Allan Dwan (1954)
- Il pirata nero (The Black Pirates), regia di Allen H. Miner (1954)
- Un pugno di criminali (Big House, U.S.A.), regia di Howard W. Koch (1955)
- Sfida a Green Valley (The Silver Star), regia di Richard Bartlett (1955)
- Nessuno resta solo (Not as a Stranger), regia di Stanley Kramer (1955)
- Tutto finì alle sei (I Died a Thousand Times), regia di Stuart Heisler (1955)
- Il cacciatore di indiani (The Indian Fighter), regia di André De Toth (1955)
- Il tesoro dei corsari (Manfish), regia di W. Lee Wilder (1955)
- L'uomo che uccise il suo cadavere (Indestructible Man), regia di Jack Pollexfen (1956)
- Il sonno nero del dottor Satana (The Black Sleep), regia di Reginald Le Borg (1956)
- Mezzogiorno di... fifa (Pardners), regia di Norman Taurog (1956)
- La lunga valle verde (Daniel Boone, Trail Blazer), regia di Albert C. Gannaway (1956)
- The Cyclops, regia di Bert I. Gordon (1957)
- La parete di fango (The Defiant Ones), regia di Stanley Kramer (1958)
- Testamento di sangue (Money, Women and Guns), regia di Richard Bartlett (1958)
- Uomini coccodrillo (The Alligator People), regia di Roy Del Ruth (1959)
- La casa del terror, regia di Gilberto Martinez Solares (1960)
- Rebellion in Cuba, regia di Albert C. Gannaway (1961)
- La messaggera del diavolo (The Devil's Messenger), regia di Herbert L. Strock e, non accreditato, Curt Siodmak (1961)
- La città dei mostri (The Haunted Palace), regia di Roger Corman (1963)
- La legge dei fuorilegge (Law of the Lawless), regia di William F. Claxton (1964)
- Witchcraft, regia di Don Sharp (1964)
- Duello a Thunder Rock (Stage to Thunder Rock), regia di William F. Claxton (1964)
- Face of the Screaming Werewolf, regia di Gilberto Martinez Solares (1964)
- I lupi del Texas (Young Fury), regia di Christian Nyby (1965)
- Lo sperone nero (Black Spurs), regia di R.G. Springsteen (1965)
- La città senza legge (Town Tamer), regia di Lesley Selander (1965)
- La vendetta degli Apache (Apache Uprising), regia di R.G. Springsteen (1965)
- House of the Black Death, regia di Harold Daniels e Jerry Warren (1965)
- Johnny Reno, regia di R.G. Springsteen (1966)
- La galleria degli orrori (Gallery of Horrors), regia di David L. Hewitt (1967)
- Tempo di terrore (Welcome to Hard Times), regia di Burt Kennedy (1967)
- Hillbillys in a Haunted House, regia di Jean Yarbrough (1967)
- Spider Baby, regia di Jack Hill (1968)
- Buckskin, regia di Michael D. Moore (1968)
- Fireball Jungle, regia di Joseph P. Mawra (1968)
- A Stranger in Town, regia di Earl J. Miller (1969)
- Sesso in faccia (The Female Bunch), regia di Al Adamson (1971)
- Dracula contro Frankenstein (Dracula vs. Frankenstein), regia di Al Adamson (1971)

### Televisione
- The Whistler – serie TV, episodio 1x03 (1954)
- Climax! – serie TV, episodi 1x07-2x18-3x45 (1954-1957)
- Telephone Time – serie TV, episodio 1x01 (1956)
- Target – serie TV, episodio 1x27 (1958)
- The Rough Riders – serie TV, episodio 1x15 (1959)
- General Electric Theater – serie TV, episodio 7x21 (1959)
- Avventure in paradiso (Adventures in Paradise) – serie TV, episodio 1x02 (1959)
- The Texan – serie TV, episodio 1x24 (1959)
- Ricercato vivo o morto (Wanted: Dead or Alive) – serie TV, episodio 2x07 (1959)
- Have Gun - Will Travel – serie TV, 2 episodi (1959-1963)
- Lock-Up – serie TV, episodio 2x01 (1960)
- La valle dell'oro (Klondike) – serie TV, episodio 1x17 (1961)
- Carovana (Stagecoach West) – serie TV, episodio 1x18 (1961)
- Surfside 6 – serie TV, episodio 2x06 (1961)
- Gli uomini della prateria (Rawhide) – serie TV, episodio 5x16 (1963)

## Doppiatori italiani
- Luigi Pavese in Gianni e Pinotto fra le educande, Mezzogiorno di fuoco, Il cacciatore di indiani, Testamento di sangue, Duello a Thunder Rock
- Cesare Polacco in Giubbe rosse, Il cervello di Frankenstein, La maschera di fango, Lo sceriffo senza pistola
- Ivo Garrani in L'uomo lupo
- Lamberto Picasso in Il terrore di Frankenstein
- Luca Ward in Al di là del mistero (ridoppiaggio 2004)
- Mario Besesti in L'avamposto degli uomini perduti
- Giorgio Capecchi in La parete di fango
- Mario Pisu in La città dei mostri
- Romano Malaspina in L'uomo lupo (ridoppiaggio 2003)
- Ambrogio Colombo in Il figlio di Dracula